# Назна
Назна (рум. Nazna) — село у повіті Муреш в Румунії. Входить до складу комуни Синкраю-де-Муреш.
Село розташоване на відстані 264 км на північний захід від Бухареста, 4 км на захід від Тиргу-Муреша, 73 км на схід від Клуж-Напоки, 129 км на північний захід від Брашова.

## Населення
За даними перепису населення 2002 року у селі проживали 2033 особи.
Національний склад населення села:
| Національність | Кількість осіб | Відсоток |
| -------------- | -------------- | -------- |
| румуни         | 1850           | 91,0%    |
| угорці         | 180            | 8,9%     |

Рідною мовою назвали:
| Мова      | Кількість осіб | Відсоток |
| --------- | -------------- | -------- |
| румунська | 1840           | 90,5%    |
| угорська  | 191            | 9,4%     |